# Ореховский городской совет
Ореховский городской совет (укр. Оріхівська міська рада) — входит в состав упразднённого
Ореховского района
Запорожской области
Украины.
Административный центр городского совета находится в 
г. Орехов
.

## Населённые пункты совета
- г. Орехов